# Barbara-Kaserne (Delmenhorst)

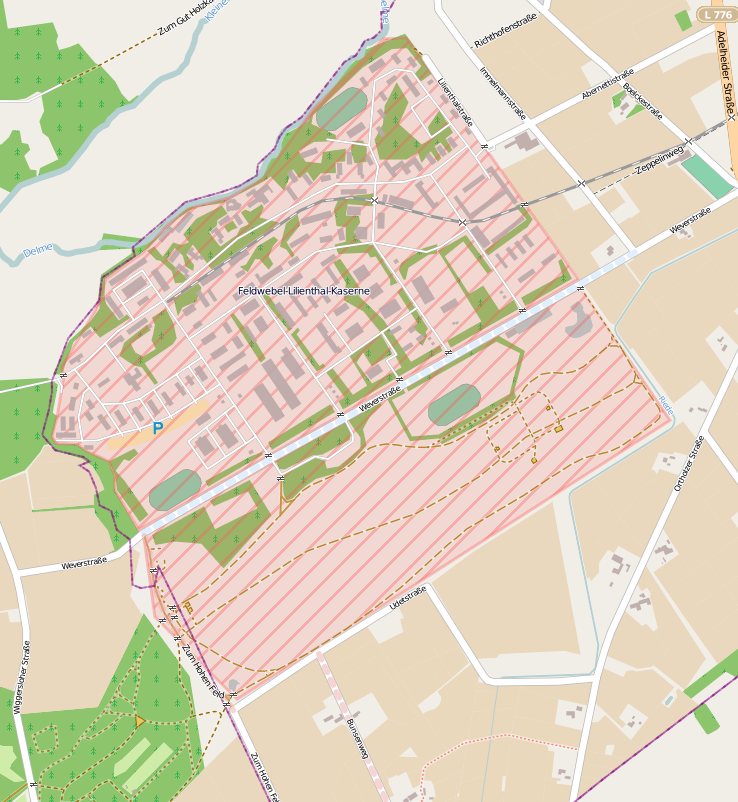
Delmetal-Kaserne und die Barbara-Kaserne

Die Barbara-Kaserne ist eine militärische Anlage in der Stadt Delmenhorst.

## Geschichte
Im Jahre 1951 errichtete das britische Militär auf dem Gelände der heutigen Barbara-Kaserne ein Quartier für eine Artillerieeinheit und nannten es St.-Barbara-Barracks. Das Areal grenzte unmittelbar an die damalige Boelcke-Kaserne, die 1966 den Namen Lilienthal-Kaserne nach dem deutschen Flugpionier Otto Lilienthal bekam und 1970 ein weiteres Mal umbenannt wurde, diesmal in Feldwebel-Lilienthal-Kaserne nach dem gleichnamigen Ritterkreuzträger aus dem Zweiten Weltkrieg. 1963 zogen die Briten ab und die Bundeswehr errichtete mehrere Kasernenblöcke für den Artillerieverband ArtRgt11. Die Bundeswehr vergab für diesen Bereich den Namen Barbara-Kaserne. Anfangs trennte noch ein Zaun diese beiden Kasernen, der später aber entfernt wurde. Der Name Barbara-Kaserne blieb für diesen Bereich aber erhalten. Man erreicht die Barbara-Kaserne, indem man erst durch die im Juni 2021 abermals umbenannte ehemalige Feldwebel-Lilienthal-Kaserne fährt. Letztere trägt nunmehr den Namen Delmetal-Kaserne.
Im Südwesten der Kaserne grenzt der Standortübungsplatz Delmenhorst-Große Höhe.

## Truppenteile
- Raketenartilleriebataillon 112 (1961–1993)

Bildergalerie des Raketenartilleriebataillon 112
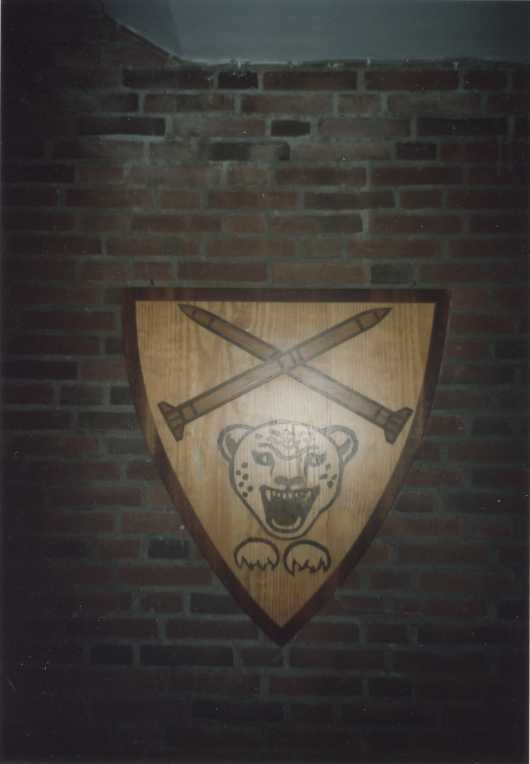
Holzwappen des Raketenartilleriebataillon 112, das im Block des 3./RakArtBtl 112 hing.
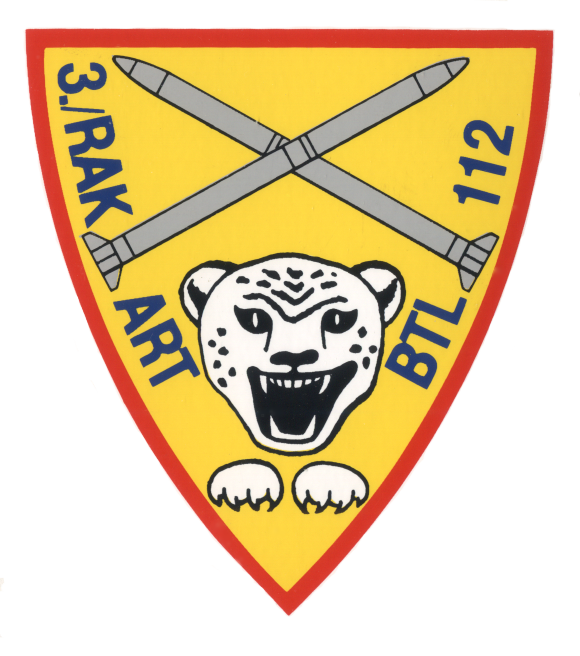
Wappen der 3. Batterie des Raketenartilleriebataillon 112.
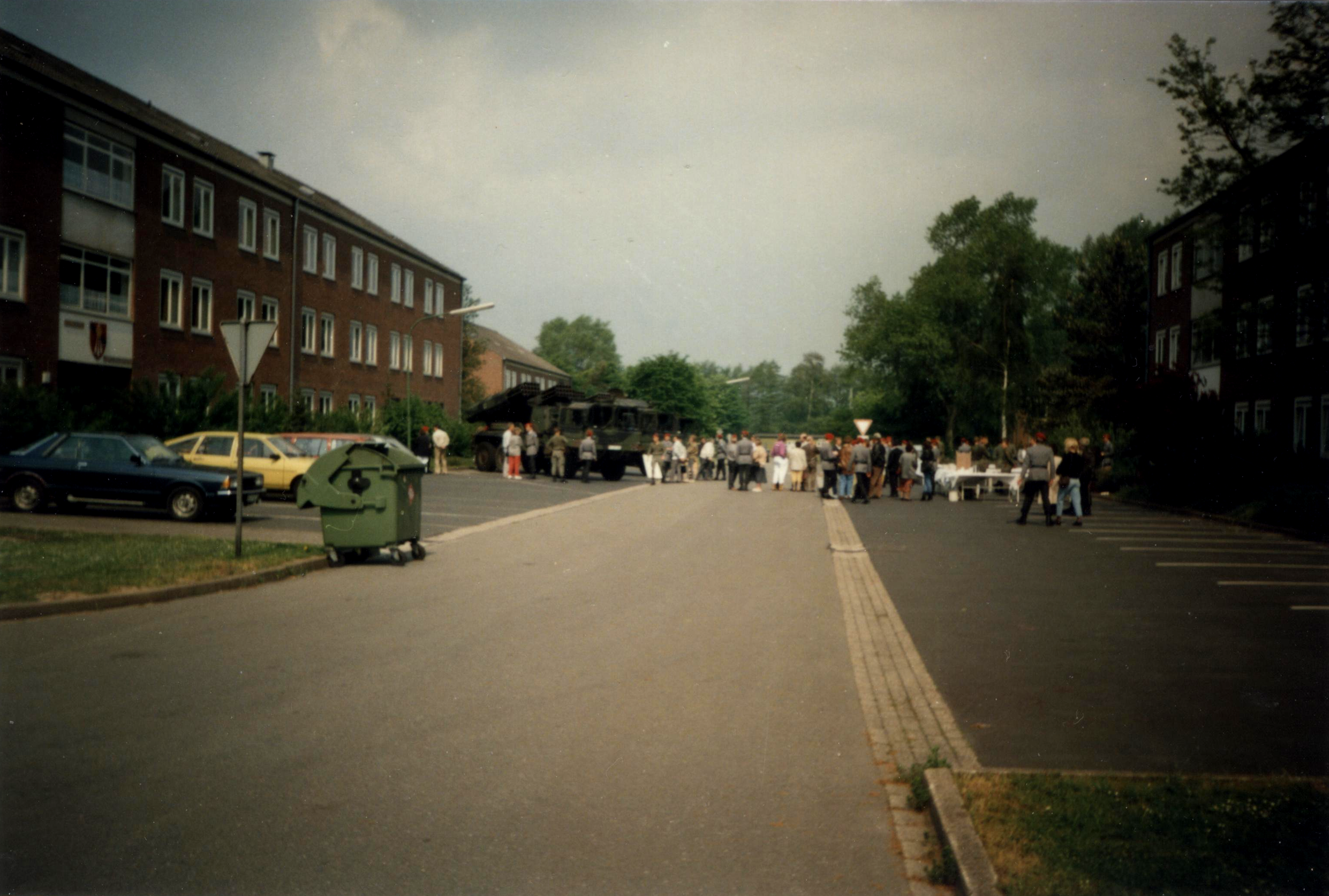
Links das Gebäude des 1./RakArtBtl 112 und rechts das Gebäude des 3./RakArtBtl 112. Hier bei der Vereidigung der 3. Batterie im Mai 1990. Zu sehen auch ein LARS2 Mehrfachraketenwerfer.
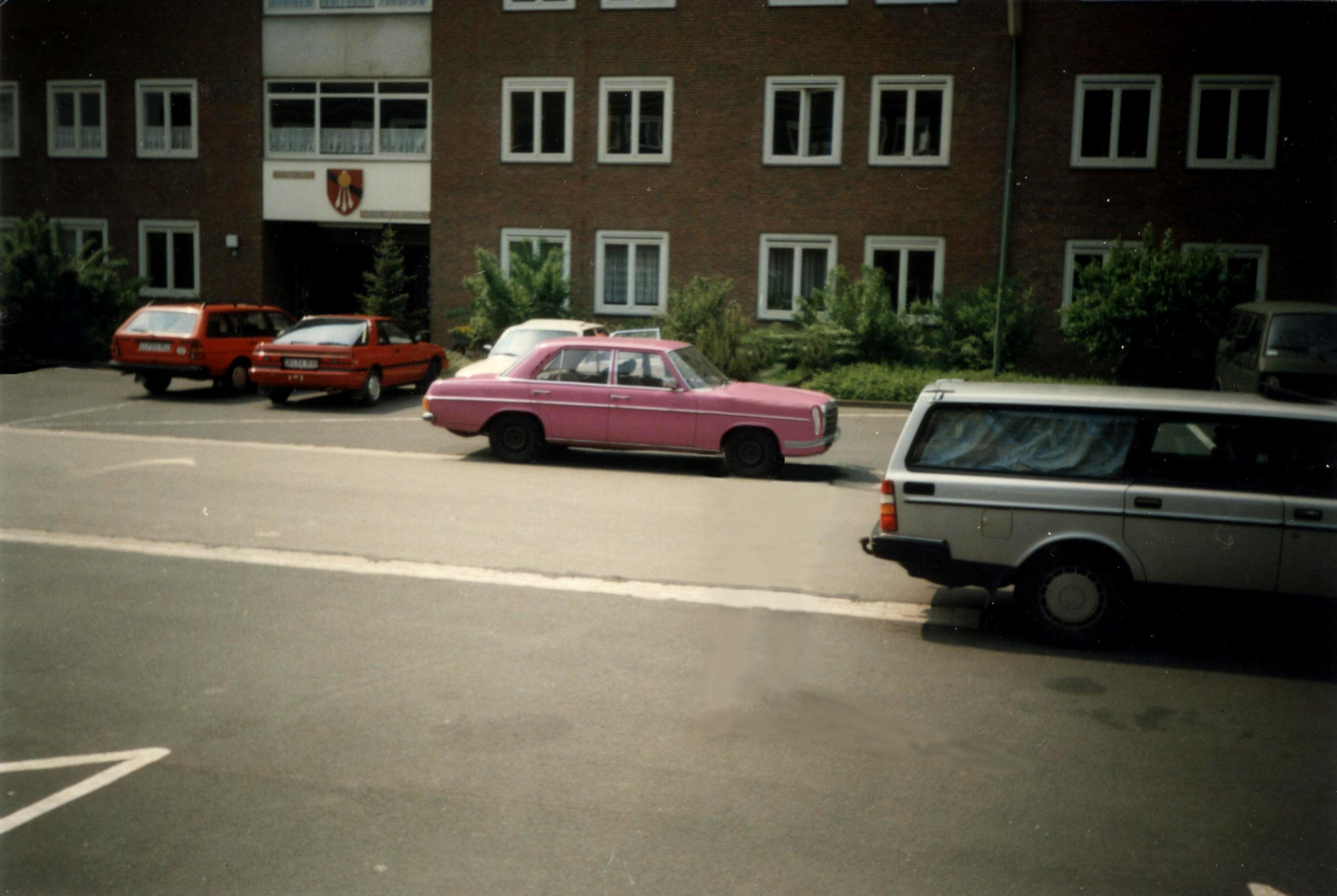
Gebäude des 1./Raketenartilleriebataillon 112 von vorn.
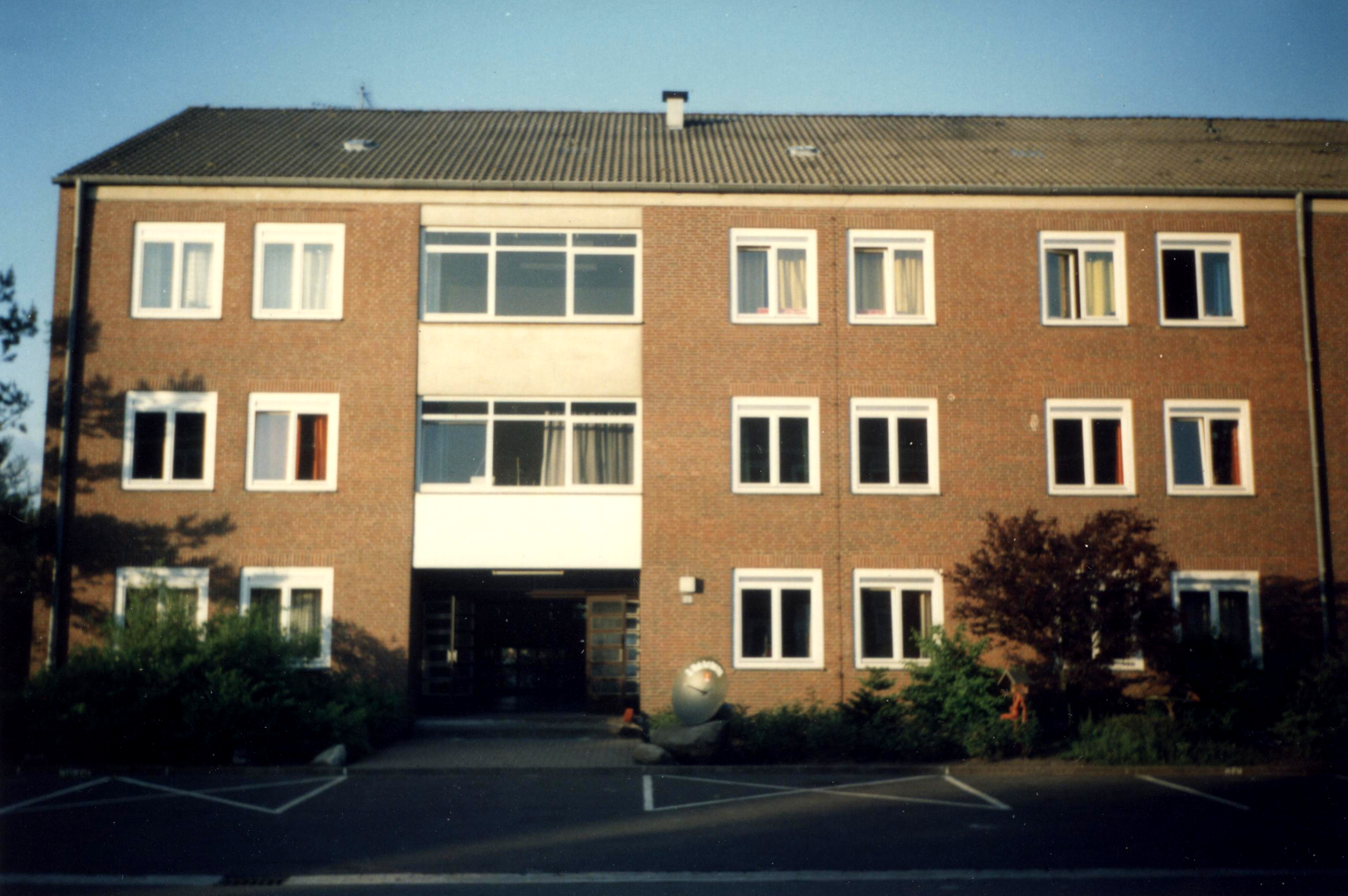
Gebäude des 3./Raketenartilleriebataillon 112 von vorn.
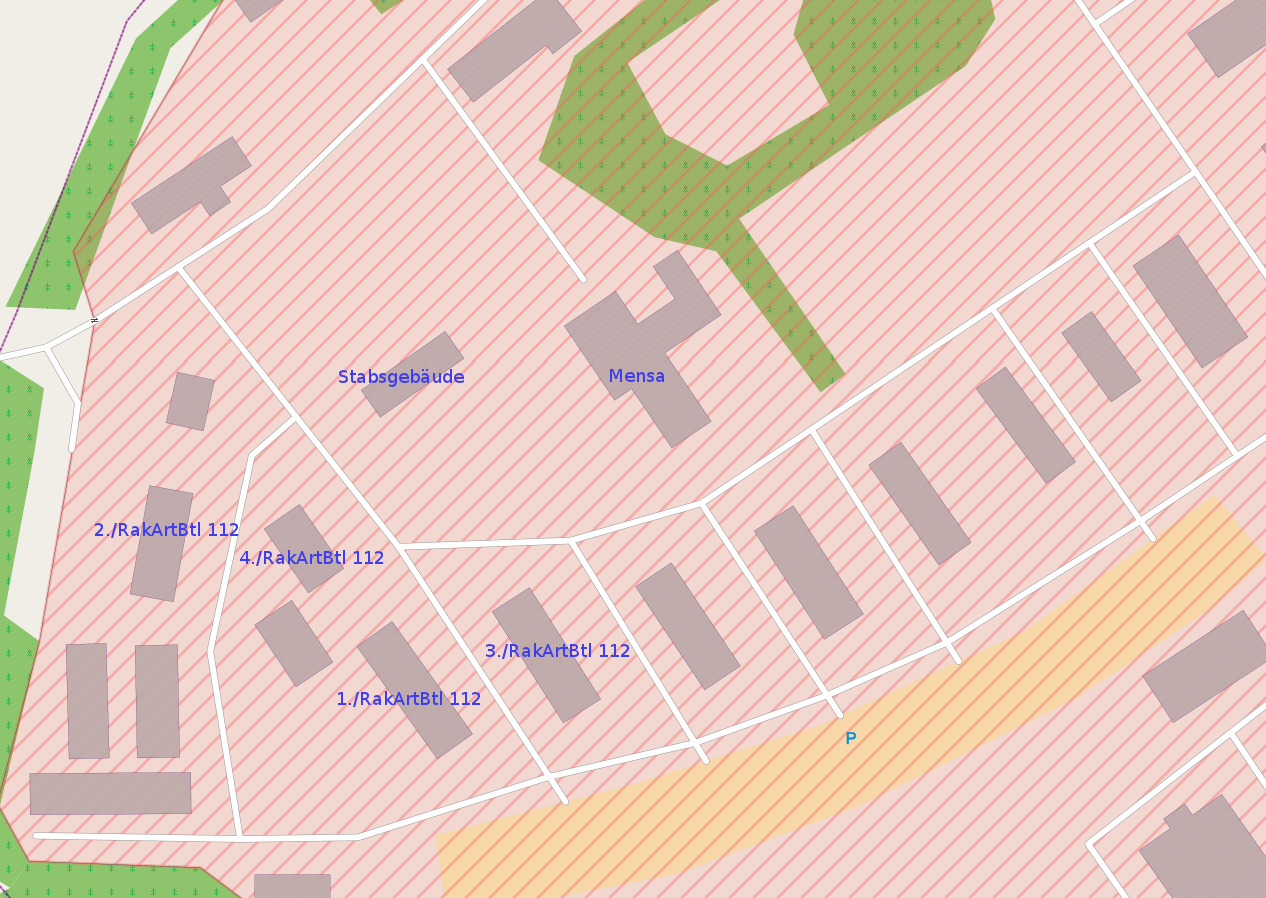
Diese Karte zeigt, wo sich die einzelnen Batterien in der Kaserne 1990 befanden.

- Beobachtungsartilleriebataillon 113 (1993–1997)[4]